# Друзьям и знакомым
«Друзьям и знакомым» («порт. Comunicaçào los Amigos e Conhecidos») — еженедельная религиозная общественно-политическая газета русских католиков византийского обряда, издавалась Иезуитской миссией при Храме Благовещения Пресвятой Богородицы в Сан-Паулу, Бразилия. Периодическое издание Русского апостолата в Зарубежье.
Выходила с 1969 года по 1996 год.

## Сотрудники
Викентий Пупинис — основатель и главный редактор
Сотрудники:
Александр Б. Кириллов
Валентина Ивановна Левашко
Виктор М. Толстинов.
Мишаткин, Николай Фёдорович

## Разделы и характер публикаций
Отражались события из жизни Русского апостолата, экуменическая тематика, жизнь русской общины в Бразилии.